# 蛇王運動公園
蛇王運動公園（ざおううんどうこうえん）は、徳島県海部郡海陽町にある公園である。

## 概要
海老ヶ池の西側に位置し、公園内には野球場、ナイター設備のあるテニスコートや多目的広場・展望広場・遊技広場がある。公園に隣接して南阿波ピクニック公園や阿波海南文化村、野外交流の里「まぜのおか」がある。
第48回国民体育大会（東四国国体）開催を機に建設されたもので、軟式野球の会場として使用された。また園内は東南海地震・南海地震の際の消防・警察・自衛隊の活動拠点として内閣府より指定されている。
2010年4月1日-2019年3月31日（3期9年）、一般財団法人海部下灘観光協会が指定管理者に指定された。
2019年4月1日-2022年3月31日（1期3年）、一般財団法人まぜのおかが指定管理者に指定された。

## 施設概要
- 所在地：〒775-0101 徳島県海部郡海陽町浅川字福良43番地
- 利用期間：8：30 - 17：00
- 定休日：12月31日 - 1月1日
- 利用料金：入園料無料。野球場・テニスコート利用は有料。

## 主な施設
- 野球場

2013年より四国アイランドリーグplusの徳島インディゴソックスがキャンプ地として使用している。また、同年8月4日には初の公式戦（相手は愛媛マンダリンパイレーツ）が開催され、以後も毎年1試合が日程に組まれている（2014年は雨天中止で他球場に振替。2020年は新型コロナウイルスの感染拡大の影響で日程が変更となり、開催なし）。
- テニスコート　ナイター設備有
- 多目的広場
- 展望広場・遊技広場
- 駐車場 - 150台

## 交通機関
- 鉄道：四国旅客鉄道（JR四国）牟岐線阿波海南駅下車徒歩30分。